# 弗雷德里科·帕雷德斯
弗雷德里科·帕雷德斯（葡萄牙語：Frederico Paredes，1889年1月31日—1972年11月4日），葡萄牙男子击剑运动员。他曾代表葡萄牙参加1920年、1924年和1928年夏季奥林匹克运动会击剑比赛，其中1928年奥运会获得一枚铜牌。